# Armed Assault
Armed Assault är ett datorspel utvecklat av Bohemia Interactive Studio och släpptes den 23 februari 2007 i Europa. Spelet är en taktisk first person shooter och stridssimulator. Spelet räknas som en uppföljare till Operation Flashpoint.